# Albert Henry
Pour les articles homonymes, voir Albert Henry (homonymie) et Henry.
Albert Henry (Grand-Manil, le 20 mars 1910 – Vandœuvre-lès-Nancy, le 22 février 2002) est un philologue romaniste belge et un militant wallon.

## Biographie
Philologue romaniste (docteur) de l'université libre de Bruxelles (ULB), diplômé de l'École pratique des hautes études (Paris, Sorbonne), Albert Henry est « l'un des représentants les plus originaux du grand courant des études littéraires qui rénova les études littéraires dans la seconde moitié du XXe siècle », selon Pierre Jodogne. Son œuvre scientifique et littéraire est marquée par son attachement à la terre wallonne et son amitié pour le poète Saint-John Perse dont il établira l'édition critique de l'œuvre poétique. Brillant médiéviste, apprécié pour sa rigueur et sa finesse critique, il édite de nombreuses œuvres littéraires de ses terres romanes, sans oublier le grand François Villon.
Il a été mobilisé en 1938 comme officier de réserve dans l'artillerie. Il a participé à la PFN (Position fortifiée de Namur) et fut fait prisonnier de guerre le 28 mai 1940, lors de la capitulation ordonnée par Léopold III. Il subit alors le sort des 65 000 prisonniers de guerre wallons dans un Oflag ou Stalag. Durant sa captivité, il écrit clandestinement Offrande wallonne, un ouvrage constamment réédité, méditation vibrante de poésie et de lyrisme sur une terre et sur un peuple et bilan de l'apport des régions romanes de Belgique à la « civilisation d'oïl ». Dans le dernier chapitre, Albert Henry donne à son ouvrage un tour délibérément politique en osant envisager la possibilité d'une division de la Belgique. Sa vision de la Wallonie se distingue par la primauté accordée à la langue commune aux habitants de la « Belgique romane », le français, en Wallonie et à Bruxelles.

Drapeau de la France marqué en son centre du coq wallon, utilisé par les partisans de la réunion de la Wallonie à la France.

Il fut membre de l'Académie royale de Belgique, professeur à l'université de Gand (1946-1958) puis à l'université libre de Bruxelles(1958-1976). 
Il a été élu membre étranger ("socio straniero") de l'Académie des Lyncéens.
Il cosigna en 1976 la Lettre au Roi pour un vrai fédéralisme 1976 avec Marcel Thiry, Fernand Dehousse et Jean Rey.
Parmi ses travaux scientifiques, il faut signaler le fameux ouvrage Histoire des mots « Wallon » et « Wallonie », plusieurs fois réédité, notamment et en dernier lieu à l'Institut Destrée (en 1990).

## Œuvres
- L’œuvre lyrique d’Henri III, Duc de Brabant (1948)
- Les Œuvres d’Adenet le Roi (1951-1956)
- Langage et poésie chez Paul Valéry (1952),
- Chrestomathie de la littérature en ancien français (1953)
- Études de lexicologie française et gallo-romane, Bruxelles-Paris (1960)
- Syntaxe expressive (ancien français et français moderne) (1960)
- Le jeu de Saint-Nicolas de Jehan Bodel (1962)
- Amers de Saint-John Perse : une poésie du mouvement, Neuchâtel, La Baconnière (1963)
- Wallon et Wallonie, esquisse d'une histoire sémantique in Études d'histoire wallonne, I, Fondation Plisnier (1965), 48 pp
- Esquisse d'une histoire des mots "Wallon" et "Wallonie" , Brux., La Renaissance du livre (1972)
- Le Testament de Villon (1974)
- Automne : études de philologie, de linguistique et de stylistique, rassemblées et publiées par des collègues, des élèves et des amis de l'auteur, Gembloux, Duculot (1977)
- Amitié du Prince de Saint-John Perse. Edition critique, transcription d'états manuscrits, études. P., Gallimard & Fondation Saint-John Perse (1979), 115pp
- Métonymie et métaphore, Bruxelles, Palais des Académies (1984)
- Contributions à la lecture de Rimbaud, Brux., Académie royale de Belgique (1998)